# Patrik Berglund
Patrik Berglund (* 2. června 1988, Västerås, Švédsko) je švédský hokejový útočník naposledy hrající v týmu Brynäs IF v SHL.

## Kariéra
Berglund je odchovancem klubu Västerås IK, ve kterém začínal hrát profesionální kariéru v sezóně 2005-06, kdy nastupoval ve druhé nejvyšší švédské lize HockeyAllsvenskan. Ve vstupním draftu NHL 2006 byl vybrán na 25. místě celkově týmem St. Louis Blues. Svůj první gól v NHL dal 13. října 2008 Vesovi Toskalovi z Toronta Maple Leafs. V sezóně 2008-09 hrál v takzvané „Kid line“ s Davidem Perronem a T. J. Oshiem. Ve svých prvních třech sezónách v St. Louis získal více bodů (125) než hvězdní bratři Sedinovi: Daniel (97) a Henrik (94) v prvních třech sezónách ve Vancouveru Canucks. V době výluky, v sezóně 2012/13, se vrátil do svého mateřského klubu, za který odehrál 30 utkání a po skončení výluky se vrátil do St. Louis Blues.

## Úspěchy

### Individuální úspěchy
- Sven Tumbas stipendium - 2003-04
- Årets junior i svensk ishockey - 2007-08
- All-Star Team MSJ - 2008
- NHL All-Rookie Team - 2008-09
- All-Star Team MS - 2011

### Kolektivní úspěchy
- 2. místo v TV-Pucken - 2004-05
- Stříbrná medaile na MSJ - 2008
- Bronzová medaile na MS - 2009
- Stříbrná medaile na MS - 2011

## Klubové statistiky
| Sezona     | Klub            | Soutěž     | Základní část | Základní část | Základní část | Základní část | Základní část | Play off | Play off | Play off | Play off | Play off |
| Sezona     | Klub            | Soutěž     | Z             | G             | A             | B             | TM            | Z        | G        | A        | B        | TM       |
| ---------- | --------------- | ---------- | ------------- | ------------- | ------------- | ------------- | ------------- | -------- | -------- | -------- | -------- | -------- |
| 2005–06    | VIK Västerås    | HAS        | 21            | 3             | 1             | 4             | 4             | —        | —        | —        | —        | —        |
| 2006–07    | VIK Västerås    | HAS        | 35            | 21            | 27            | 48            | 30            | —        | —        | —        | —        | —        |
| 2007–08    | VIK Västerås    | HAS        | 36            | 21            | 24            | 45            | 18            | 15       | 2        | 10       | 12       | 14       |
| 2008–09    | St. Louis Blues | NHL        | 76            | 21            | 26            | 47            | 16            | 4        | 0        | 0        | 0        | 2        |
| 2009–10    | St. Louis Blues | NHL        | 71            | 13            | 13            | 26            | 16            | —        | —        | —        | —        | —        |
| 2010–11    | St. Louis Blues | NHL        | 82            | 22            | 30            | 52            | 26            | —        | —        | —        | —        | —        |
| 2011–12    | St. Louis Blues | NHL        | 82            | 19            | 19            | 38            | 30            | 9        | 3        | 4        | 7        | 6        |
| 2012–13    | VIK Västerås    | HAS        | 30            | 20            | 12            | 32            | 20            | —        | —        | —        | —        | —        |
| 2012–13    | St. Louis Blues | NHL        | 48            | 17            | 8             | 25            | 12            | 6        | 1        | 1        | 2        | 2        |
| 2013–14    | St. Louis Blues | NHL        | 78            | 14            | 18            | 32            | 38            | 4        | 0        | 0        | 0        | 0        |
| 2014–15    | St. Louis Blues | NHL        | 77            | 12            | 15            | 27            | 26            | 6        | 2        | 2        | 4        | 0        |
| 2015–16    | St. Louis Blues | NHL        | 42            | 10            | 5             | 15            | 16            | 20       | 4        | 5        | 9        | 4        |
| 2016–17    | St. Louis Blues | NHL        | 82            | 23            | 11            | 34            | 32            | 11       | 0        | 4        | 4        | 10       |
| 2017–18    | St. Louis Blues | NHL        | 57            | 17            | 9             | 26            | 30            | —        | —        | —        | —        | —        |
| 2018–19    | Buffalo Sabres  | NHL        | 23            | 2             | 2             | 4             | 6             | —        | —        | —        | —        | —        |
| 2019–20    | Djurgårdens IF  | SHL        | 49            | 17            | 14            | 31            | 22            | —        | —        | —        | —        | —        |
| 2020–21    | Brynäs IF       | SHL        | 45            | 13            | 14            | 27            | 20            | —        | —        | —        | —        | —        |
| NHL celkem | NHL celkem      | NHL celkem | 717           | 170           | 156           | 326           | 248           | 60       | 10       | 16       | 26       | 24       |

### Reprezentační statistiky
| 2006            | Švédsko 18      | MS 18           | 6. místo         | 6  | 4  | 1 | 5  | 2  |
| 2007            | Švédsko 20      | MSJ             | 4. místo         | 7  | 1  | 2 | 3  | 0  |
| 2008            | Švédsko 20      | MSJ             | Stříbrná medaile | 6  | 3  | 4 | 7  | 14 |
| 2009            | Švédsko         | MS              | Bronzová medaile | 7  | 0  | 1 | 1  | 0  |
| 2011            | Švédsko         | MS              | Stříbrná medaile | 9  | 8  | 2 | 10 | 8  |
| 2014            | Švédsko         | ZOH             | Stříbrná medaile | 6  | 2  | 1 | 3  | 4  |
| 2016            | Švédsko         | SP              | Bronzová medaile | 2  | 1  | 0 | 1  | 0  |
| Junioři celkově | Junioři celkově | Junioři celkově | Junioři celkově  | 19 | 8  | 7 | 15 | 16 |
| Senioři celkově | Senioři celkově | Senioři celkově | Senioři celkově  | 24 | 11 | 4 | 15 | 12 |